# Francisco Rhem
Francisco Rhem (Augsburgo, 11 de octubre de 1634-Múnich, 26 de noviembre de 1703) fue un jesuita y teólogo alemán, confesor de la reina Mariana de Neoburgo, segunda esposa de Carlos II de España.

## Biografía
Ingresó en la Compañía de Jesús en 1651. Hacia 1681 era profesor de teología en la Universidad de Dilinga, regentada por los jesuitas.
Fue rector del colegio jesuita de Innsbruck desde 1686 a 1689.
En ese año dejó este cargo para acompañar como confesor a la princesa Mariana de Neoburgo en su viaje a España. Fue seleccionado por el Superior General de la Compañía de Jesús, Tirso González de Santalla, a propuesta del provincial de los jesuitas bávaros, padre Willis. El anterior confesor de la princesa había sido otro jesuita Ernst Dorm, también confesor del hermano de Mariana, Luis Antonio. La princesa había contraído matrimonio con Carlos II de España en ese año. La reina y su comitiva llegarían a Madrid en mayo de 1690 tras un azaroso viaje que incluyó el paso por la ciudad inglesa de Plymouth. 
Durante su estancia en Madrid, hacia noviembre de 1691 fue objeto de diversos ataques cortesanos para instar su cese.
El cese efectivo como confesor de Mariana de Neoburgo en el verano de 1692, siendo sustituido por el capuchino Gabriel de Chiusa. Oficialmente el cese se produjo el 3 de agosto de 1692, pero en el mes de julio ya se había otorgado permiso al jesuita para volver a su patria.

Como principal motivo de su cese se ha señalado la oposición a la conocida como camarilla alemana que rodeaba a la reina. En relación con este cese el 24 de julio de 1692, el embajador del Elector de Baviera, barón Francisco de Baumgarter escribía al político bávaro Korbinian von Prielmayr:
Con asombro general acaba de despedir al bondadoso y honorable jesuíta padre Rhem, su confesor, para sustituirle por un capuchino recién llegado [Gabriel de Chiusa], que había sido compañero del padre Emerich.
La reina alegó para este cambio motivos de conciencia. A su salida de España viajó a Viena, donde sería recibido por el emperador Leopoldo I y su esposa, Leonor Magdalena del Palatinado-Neoburgo, hermana de Mariana de Neoburgo.
Regresó a Baviera, donde era provincial de los jesuitas en 1695. Desde 1697 y hasta 1700 volvería ser rector del colegio jesuita de Innsbruck.
Moriría en Múnich en 1703.

## Obras
- Theses theologicae de merito verbi incarnati, 1674.

- Theses theologicae ad primae partis quaestionem XXIII. de praedestinatione, 1678
- Quaestiones theologicae de sacramento poenitentiae, 1681.

### Individuales
1. 1 2  Dhur, 1921, p. 881.
2. ↑  Picinelli, Filippo (1681). Mundus Symbolicus: In Emblematum Universitate Formatus, Explicatus, Et Tam Sacris, quam profanis Eruditionibus ac Sententiis illustratus: Subministrans Oratoribus, ... Innumera Conceptuum Argumenta. Cum triplici copiosissimo Indice, Lemmatum, Applicationum, Rerum, & S. Scripturae. 2 (en latín). Demen. p. 3. Consultado el 23 de mayo de 2022.
3. ↑  Coreth, Emerich (1991). «DAS JESUITENKOLLEG INNSBRUCK: Grundzüge seiner Geschichte». Zeitschrift für katholische Theologie 113 (2/3): 140-213. ISSN 0044-2895. Consultado el 23 de mayo de 2022.
4. ↑  Borgognoni, Ezequiel (2019). «“Yo te absuelvo, majestad”. El confesionariode la reina de España (1679-1700)». Itinerantes: Revista de Historia y Religión (11): 107-122. ISSN 2250-5377. Consultado el 23 de mayo de 2022.
5. ↑  Dhur, 1921, p. 885.
6. ↑  Dhur, 1921, p. 883.
7. ↑  López Arandia, María Amparo (2011). «El poder de la conciencia. Fray Gabriel de Chiusa, confesor de Mariana de Neoburgo». La dinastía de los Austria: las relaciones entre la Monarquía Católica y el Imperio,  Vol. 2, 2011, ISBN 978-84-96813-53-3, págs. 1089-1110 (Polifemo): 1089-1110. ISBN 978-84-96813-51-9. Consultado el 12 de octubre de 2021.
8. ↑  Citado en Baviera, príncipe Adalberto de; Maura Gamazo, Gabriel (1927). «Documentos referentes a las postrimerías de la Casa de Austria en España. [1692]. (Continuación)...». Boletín de la Real Academia de la Historia. Documentos inéditos referentes a las postrimerías de la Casa de Austria en España. 91: 74.
9. ↑  Baviera, príncipe Adalberto de (1927). «Documentos referentes a las postrimerías de la Casa de Austria en España. [1692]. (Continuación)...». Boletín de la Real Academia de la Historia. Documentos ineditos referentes a las postrimerías de la Casa de Austria en España. 91: 76.
10. ↑  Dhur, 1921, p. 884.